# Ines Alfani Tellini
Ines Alfani, coniugata Tellini (Firenze, 31 maggio 1896 – Milano, 1º giugno 1985), è stata un soprano e regista italiana.

## Biografia
Dopo aver terminato gli studi di canto e pianoforte al Conservatorio di Firenze il debuttò fu al teatro Dal Verme di Milano nel 1923. Venne scelta per esibirsi alla Scala, guidato da Arturo Toscanini. Nel 1931 canta ne L'amico Fritz al Teatro Massimo Vincenzo Bellini di Catania. Famosa anche all'estero, grazie alla collaborazione con il governo sovietico tenne dei concerti a Mosca e Leningrado negli anni 1934, 1936 e 1938, fu la prima cantante lirica italiana ad esibirsi in quel paese.
In seguito alla seconda guerra mondiale si ritirò dal canto dedicandosi sia all'insegnamento che alla regia di opere da camera.
Nel 1948 è alla regia dell'opera lirica "Il vecchio geloso", con musica di Carlo Savina e il libretto di Mario Verdone rappresentata il 17 agosto 1948 al Teatro dei Rozzi di Siena con l'orchestra diretta da Vittorio Baglioni, l'opera vinse il premio dell'Accademia Chigiana.
Madre dello sceneggiatore Piero Tellini, è morta nel 1985 all'età di 89 anni, pochi giorni prima della morte del figlio.

## Prosa radiofonica Eiar
- Le finestre, capriccio scenico, testo e musica di Ferruccio Busoni, regia di Bruno Bruni, trasmesso il 30 gennaio 1940